# Transglutaminasa
Una transglutaminasa (proteïna-glutamina γ-glutamiltransferasa, abreujada com a TGasa) és un enzim pertanyent al grup de les transferases que catalitza la creació d'enllaços creuats de molècules. Catalitza la formació d'un enllaç isopeptídic entre el grup γ-carboxamida de residus de glutamina enllaçats amb pèptids (donadors de grups acil) i una varietat d'amines primàries (acceptores de grups acil). En absència de substrats amínics, la transglutaminasa també catalitza la desamidació de residus de glutamina –durant els quals s'utilitzen molècules d'aigua com a acceptores del grup acil.
Aquest enzim té una àmplia distribució a la natura, tant en animals, microorganismes i plantes. S'utilitza molt en la indústria alimentària per a modificar les propietats funcionals de les proteïnes en productes làctics, productes de la pesca, en panificació i productes carnis.

## Classificació i nomenclatura enzimàtica
Existeix un codi enzimàtic per a cada tipus d’enzim (número EC), basat en les reaccions químiques que catalitzen. La nomenclatura enzimàtica de la transglutaminasa és EC 2.3.2.13. Aquesta classificació es regeix segons el següent criteri:
- Tipus de reacció que catalitzen (classe): pertany al grup de les transferases (classe 2) ja que catalitza la transferència d’un grup funcional.
- Tipus d’enllaç que transferència (subclasse): aciltransferasa (subclasse 3) indica que catalitza la transferència del grup funcional acil.
- Naturalesa del centre actiu (sub-subclasse): aminoaciltransferasa (sub-subclasse 2): indica que l’enzim actua sobre un grup amino.
- Número de sèrie que s’atorga a l’enzim: és la xifra distintiva que identifica cada enzim dins del grup, per a la transglutaminasa és el 13.

## Funció
La distribució d'aquesta família d'enzims és diversa en teixits humans (transglutaminasa tissular) i líquids corporals, i entre altres funcions intervé en la coagulació sanguínia, la cicatrització o la queratinització de l'epidermis. També s'han descobert altres mamífers, peixos, ocells, amfibis, plantes i un ventall ampli de bacteris. No obstant, només s'han emprat en activitats comercials aquelles transglutaminases d'origen bacterià i de mamífers.
Les seves característiques per millorar la fermesa, la viscositat, l'elasticitat i la capacitat d'unió a l'aigua presenta un potencial molt ampli com a eina de la biotecnologia alimentària. En concret, s'utilitza per a la producció de surimi, productes làctics, en la panificació i en productes de la pesca i carnis.
En la indústria biomèdica, també s'utilitza per a la fabricació de biomaterials i biopolímers tals com biomatrius, hidrogels i òrgans artificials.

## Estructura

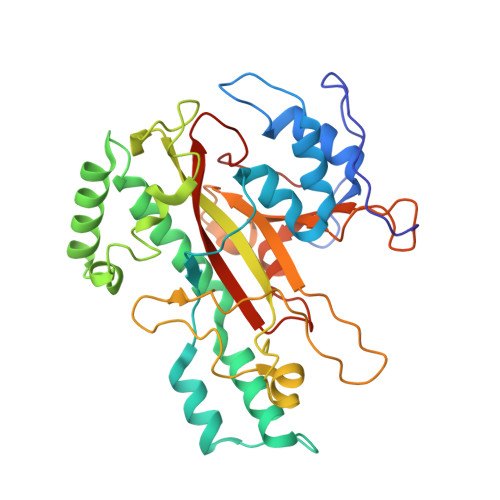
Estructura cristal·lina de la transglutaminasa microbiana

La majoria de les transglutaminases tenen els mateixos quatre dominis plegats que tenen una organització i estructura similar: un domini N-temirla de tipus "β-sandwich", un domini central catalític, i dos dominis C-terminals tipus "β-barril".
La transglutaminasa dels microorganismes consisteix en un domini únic que es plega en una forma semblant a un plat, i té un forat on conté el centre actiu. Està format per 11 hèlix α i 8 fulles β. Les fulles β centrals estan col·locades formant una estructura antiparal·lela. Les α1,α2 i α3 es troben més a l’esquerra juntament amb el residu Cys64. El segon grup que conté les α4,α5 i α10, i el tercer grup col·locat a baix a la dreta i conté les α6, α7,α8 i α9.

## Mecanisme catalític
La reacció catalitzada per les transglutaminases es descriu com un "mecanisme de ping-pong", ja que es un enzim que reacciona amb dos substrats. El primer substrat és un donador de glutamina unit a una proteïna o pèptid, mentre que el segon substrat és una amina primària. L'atac nucleofílic es realitza per una cisteïna reactiva en el lloc actiu de l'enzim, que està parcialment desprotonada per un sistema de càrrega que inclou una histidina i un aspartat.
El grup carboxamida de la glutamina del substrat és atacat pel tiolat generat per la cisteïna, formant un intermedi tetraèdric. La descomposició d'aquest intermedi allibera amoníac i forma un tioèster enzim-substrat.
L'enzim reactiu es pot regenerar a partir del complex acilat per aminòlisi o hidròlisi. En l'aminòlisi, la histidina actua com una base per desprotonar l'amina, que ataca nucleofílicament el carbonil del tioèster, formant un segon intermedi tetraèdric. La descomposició d'aquest intermedi allibera el producte transacilat i regenera la cisteïna tiolat. Si no hi ha una amina acil-acceptora adequada però l'aigua té accés al lloc actiu, l'intermedi acil-enzim és hidrolitzat a tiolat i àcid glutàmic.